# Joan Escuer
Joan Escuer Gomis (Cornudella del Montsant, El Priorato, España, 16 de noviembre de 1914 – Sentmenat, 15 de diciembre de 2004) fue presidente del Amical de Mauthausen en España. Sufrió los campos de concentración nazi durante la Segunda Guerra Mundial.

## Biografía
Hijo de Juan Bautista Escuer Canovas y Dolores Gomis Triquell. Nació en Cornudella del Montsant (provincia de Tarragona). Desde bien joven simpatizó con formaciones de carácter comunista y en 1936 ingresó en el PSUC. Al comenzar la Guerra Civil se incorporó como oficial de infantería en las filas republicanas y participó en el frente del Ebro hasta que en 1938 fue herido y trasladado a Tarragona.
Ante el avance de las tropas franquistas, cruza la frontera con Francia el 6 de febrero de 1939. Internado en diferentes campos de refugiados, en 1940 se incorpora a la 318ª Compañía de Trabajadores Extranjeros, y ese mismo año empieza a colaborar con la resistencia francesa en la Cataluña Norte.
La Gestapo lo detiene en 1942 y es condenado y recluido en prisión hasta que en 1944 es deportado al campo alemán de concentración de Dachau, donde fue destinado a un grupo de trabajo en una fábrica de material aeronáutico en Allach. A finales de 1944, junto a otro grupo de deportados, aproximadamente 10 españoles, son enviados a Rosenheim/Stephanskirchen. En los últimos días de la guerra fueron evacuados en lo que podría haber tenido un trágico desenlace, una marcha de la muerte. LLegados al pueblo alemán de Deggendorf los SS que custodiaban al grupo tuvieron noticias de la inminente derrota y del hecho de que las tropas americanas se encontraban a varios kilómetros. Aquel 1 de mayo de 1945 los SS se despidieron de los prisioneros, que pudieron volver a Deggendorf, sanos y salvos y libres, aunque todavía temerosos. Entre aquel grupo de españoles se encontraban los extremeños José Domínguez Calvo y Manuel Sánchez Olivera, el toledano Pablo Gómez, el ilerdense José Güell Male, Rufino Villa, el murciano Francisco Ortuño Pellicer. También en ese grupo podía estar el almeriense Ginés Carmona. El 2 de mayo las tropas americanas llegaron a Deggendorf.
El 1 de mayo de 1945 fue evacuado del campo debido al avance de las tropas aliadas, y poco tiempo más tarde fue liberado. De vuelta a París, Joan Escuer se reencontró con su compañera Constanza Martínez, se casaron y fijaron su residencia en Francia. Se afilió a la Amicale de Dachau francesa, prosiguió su tarea política como responsable del PSUC en la comarca de París Norte y organizó campañas de denuncia al régimen franquista.
En 1968 Joan Escuer y su mujer se establecieron en Sentmenat (provincia de Barcelona), ya que Constanza estuvo allí como refugiada política en 1936.
Joan Escuer fue vicepresidente de la junta Amical de Mauthausen desde 1977 y asumió la presidencia desde 1991 hasta el 2003. Desde el Amical, entidad formada por víctimas y familiares de quienes sufrieron los campos de concentración nazis, dedicó su vida y sus esfuerzos en la defensa y el recuerdo de los deportados y las víctimas del nazismo.
Joan Escuer escribió "Memorias de un republicano español deportado al campo de Dachau", editadas por la Amical de Mauthausen y otros campos de Barcelona. También existe una traducción de este libro en francés.